# Omnichord

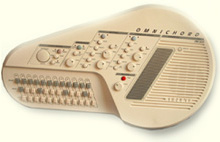
Suzuki Omnichord.

Um Omnichord é um instrumento musical eletrônico, lançado em 1981 e fabricado pela Suzuki Musical Instrument Corporation. Ele geralmente possui uma placa de toque e botões para os acordes maiores, menores, e diminuída. O método mais básico de tocar o instrumento é pressionar os botões acorde e passe a placa de toque com um dedo ou pegar a guitarra em imitação de tocar um instrumento de cordas.
O Omnichord é o sucessor tecnológico a um instrumento anterior, conhecido como Tronichord com o qual compartilha muitas semelhanças técnicas e funcionais. Omnichords muitas vezes apresentam ritmos predefinidos com um controle de tempo que o tocador pode usar como acompanhamento. Vários modelos da Omnichord foram produzidos, que acrescentou MIDI 
compatibilidade, uma seleção de vozes para a placa de toque, efeitos como vibrato e sustentar, e memória de acordes. 
Os sons são produzidos apertando botões enquanto se movimenta o dedo por uma placa sensível ao toque. Assim, alguns músicos tocam o instrumento como um keytar, por cintas de instrumento em ambas as extremidades e tocá-lo como se fosse uma guitarra elétrica.   
Originalmente concebido como um substituto eletrônico para uma harpa, a Omnichord
tornou-se popular como um instrumento único no seu próprio direito, devido ao seu timbre único, carrilhão 
e seu valor como um objeto kitsch.
O Omnnichord ainda é produzido pela Suzuki, mas como o rebadged QChord. Possui versões mais modernas dos recursos do Omnichord original.
Atualmente, é usado por vários músicos profissionais, como Robbie Williams, David Bowie, Bjork e Foster the People.